# Aphelodoris brunnea
Aphelodoris brunnea is een slakkensoort uit de familie van de Dorididae. De wetenschappelijke naam van de soort werd voor het eerst geldig gepubliceerd in 1907 door Bergh.